# Ildikó Vígh
Ildikó Vígh (* 31. März 1962 in Budapest, verheiratete Ildikó Vörösné) ist eine ungarische Badmintonspielerin.
Ildikó Vígh ist die Tochter des Trainers Lajos Vígh und seiner Frau Edit Andrási. Sie machte 1979 das Abitur am 
György-Dózsa-Gymnasium in Budapest und absolvierte danach eine Ausbildung an der Pädagogischen Hochschule, die sie 1986 erfolgreich als Lehrerin für die Fächer Biologie und Chemie abschloss. Sie war verheiratet mit dem Badmintonspieler und Trainer György Vörös. Ihre Schwester Éva Vígh ist ebenfalls Badmintonspielerin.

## Karriere
Ildikó Vígh war nach fünf Juniorentiteln von 1977 bis 1979 im Jahr 1980 erstmals bei den Erwachsenen erfolgreich. Weitere 14 Titelgewinne folgten bis 1991. Mit der Mannschaft konnte sie nochmals sieben Meisterschaften gewinnen. Sie wurde vier Mal (1980, 1981, 1983 und 1985) zur Badmintonspielerin des Jahres in Ungarn gewählt.

## Sportliche Erfolge
| Saison | Veranstaltung                              | Disziplin   | Platz | Name                          |
| ------ | ------------------------------------------ | ----------- | ----- | ----------------------------- |
| 1977   | Ungarn: Einzelmeisterschaften der Junioren | Damendoppel | 1     | Éva Vígh / Ildikó Vígh        |
| 1978   | Ungarn: Einzelmeisterschaften der Junioren | Damendoppel | 1     | Ildikó Vígh / Zsuzsa Diószegi |
| 1979   | Ungarn: Einzelmeisterschaften der Junioren | Dameneinzel | 1     | Ildikó Vígh                   |
| 1979   | Ungarn: Einzelmeisterschaften der Junioren | Damendoppel | 1     | Ildikó Vígh / Zsuzsa Diószegi |
| 1979   | Ungarn: Einzelmeisterschaften der Junioren | Mixed       | 1     | Gábor Petrovits / Ildikó Vígh |
| 1980   | Ungarn: Einzelmeisterschaften              | Dameneinzel | 1     | Ildikó Vígh                   |
| 1980   | Ungarn: Einzelmeisterschaften              | Mixed       | 1     | Ferenc Rolek / Ildikó Vígh    |
| 1981   | Ungarn: Einzelmeisterschaften              | Damendoppel | 1     | Ildikó Vígh / Zsuzsa Diószegi |
| 1981   | Ungarn: Einzelmeisterschaften              | Dameneinzel | 1     | Ildikó Vígh                   |
| 1982   | Ungarn: Einzelmeisterschaften              | Damendoppel | 1     | Ildikó Vígh / Zsuzsa Diószegi |
| 1983   | Ungarn: Einzelmeisterschaften              | Damendoppel | 1     | Ildikó Vígh / Judit Fejes     |
| 1983   | Ungarn: Einzelmeisterschaften              | Mixed       | 1     | György Vörös / Ildikó Vígh    |
| 1984   | Ungarn: Einzelmeisterschaften              | Mixed       | 1     | György Vörös / Ildikó Vígh    |
| 1984   | Ungarn: Einzelmeisterschaften              | Dameneinzel | 1     | Ildikó Vígh                   |
| 1985   | Ungarn: Einzelmeisterschaften              | Dameneinzel | 1     | Ildikó Vígh                   |
| 1985   | Ungarn: Einzelmeisterschaften              | Mixed       | 1     | György Vörös / Ildikó Vígh    |
| 1985   | Ungarn: Einzelmeisterschaften              | Damendoppel | 1     | Ildikó Vígh / Judit Fejes     |
| 1986   | Ungarn: Einzelmeisterschaften              | Dameneinzel | 1     | Ildikó Vígh                   |
| 1989   | Hungarian International                    | Mixed       | 3     | Klein / Ildikó Vígh           |
| 1989   | Ungarn: Einzelmeisterschaften              | Damendoppel | 1     | Ildikó Vígh / Judit Fejes     |
| 1991   | Ungarn: Einzelmeisterschaften              | Damendoppel | 1     | Ildikó Vígh / Andrea Dakó     |